# Quinzième amendement de la Constitution des États-Unis
Le 15e amendement de la Constitution des États-Unis, proposé le 26 février 1869, ratifié le 3 février 1870, est dans la droite ligne des XIIIe et XIVe amendements (ces trois amendements formant les « amendements de reconstruction », ou Reconstruction Amendments, adoptés après la guerre de Sécession). Il garantit le droit de vote aux anciens esclaves.

## Histoire
Le but de ce texte constitutionnel, était, à la base, d'affranchir complètement les anciens esclaves. Bien que certains États aient accordé le droit de vote aux anciens esclaves avant même son adoption, ce droit était rare, peu appliqué et souvent mis à mal. Ainsi, alors que la cour suprême de Caroline du Nord avait entériné la possibilité de voter pour les hommes noirs libres, des amendements à la constitution de la Caroline du Nord leur retirèrent ce droit en 1868.
La version d'origine de l'amendement disait que le droit de voter et d'être candidat ne serait dénié ni réduit par aucun État sur la base de la race, de la couleur ou des convictions religieuses. La version finale est due à la volonté de beaucoup de Républicains du Nord de conserver leurs propres lois limitant la participation des Noirs au gouvernement. Si le suffrage universel mâle n'est pas établi, cela vient en partie de la réticence des républicains du Sud à saper le principe des tests de loyauté sur lesquels ils s'appuyaient pour limiter l'influence des ex-confédérés.
Cet amendement engendra une brève période pendant laquelle la population afro-américaine eut une réelle influence politique. Des Noirs furent élus et influencèrent la législation dans un sens progressiste (éducation universelle, abolition des lois de ségrégation, etc). Néanmoins, le retrait des troupes fédérales envoyées pour soutenir les dirigeants élus de La Nouvelle-Orléans contre leurs opposants violents, constitua un signal pour les adversaires des républicains de l'époque. Ainsi, dans les années 1890, dans le cadre des lois Jim Crow, de nombreux États du sud adoptèrent des lois ségrégatives subordonnant le droit de vote à la réussite à des épreuves de maîtrise de lecture et de compréhension de l'anglais et de connaissance de la Constitution, et dans certains cas des questions faites pour dérouter les personnes  du genre « How many angels can dance on the head of a pin / » (« Combien d'anges peuvent-ils danser sur la pointe d'une épingle ? » ou « How many bubbles in a soap bar » (« Combien de bulles peut-on faire avec une savonnette ? » et au paiement d'une taxe. Ces mesures, destinées à empêcher les Noirs de voter, ne disparurent qu'en 1965 avec le Voting Rights Act,,,,.

## Texte de l'amendement

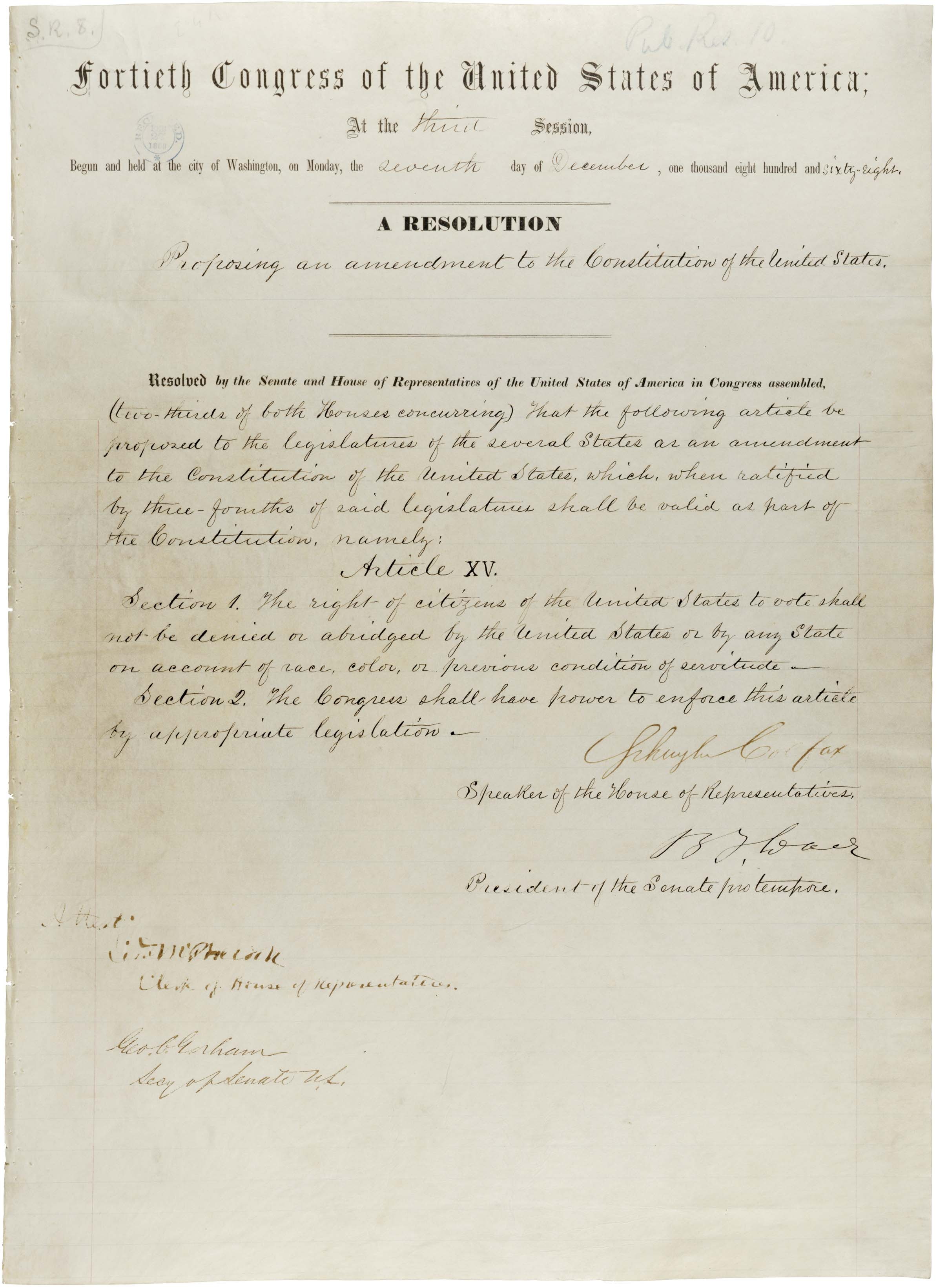
Amendement dans les Archives Nationales des États-Unis.

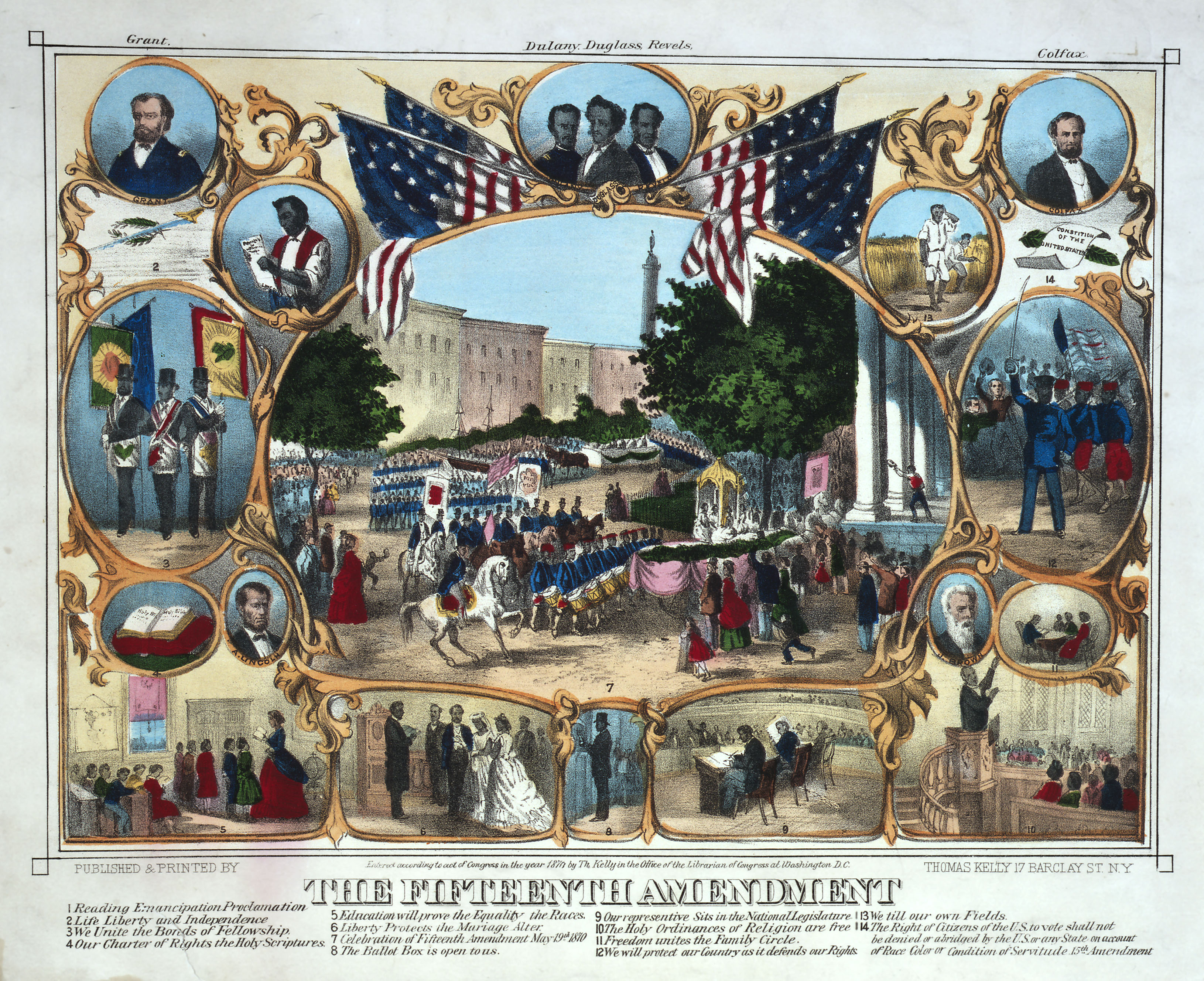
Image en l'honneur du XVe amendement en 1870.

« Section 1. The right of citizens of the United States to vote shall not be denied or abridged by the United States or by any State on account of race, color, or previous condition of servitude.

Section 2. The Congress shall have power to enforce this article by appropriate legislation. »
« Article 1. Le droit de vote des citoyens des États-Unis ne sera dénié ou limité par les États-Unis, ou par aucun État, pour des raisons de race, couleur, ou de condition antérieure de servitude.

Article 2. Le Congrès aura le pouvoir de donner effet au présent article par une législation appropriée. »

## Ratification
Le Congrès propose cet amendement le 26 février 1869 et les États suivants le ratifièrent :
1. Nevada (1er mars 1869)
2. Virginie occidentale (3 mars 1869)
3. Illinois (5 mars 1869)
4. Louisiane (5 mars 1869)
5. Michigan (5 mars 1869)
6. Caroline du nord (5 mars 1869)
7. Wisconsin (5 mars 1869)
8. Maine (11 mars 1869)
9. Massachusetts (12 mars 1869)
10. Arkansas (15 mars 1869)
11. Caroline du sud (15 mars 1869)
12. Pennsylvanie (25 mars 1869)
13. New York (14 avril 1869, révoqué le 5 janvier 1870, rétabli le 30 mars)
14. Indiana (14 mai 1869)
15. Connecticut (19 mai 1869)
16. Floride (14 juin 1869)
17. New Hampshire (1er juillet 1869)
18. Virginia (8 octobre 1869)
19. Vermont (20 octobre 1869)
20. Alabama (16 novembre 1869)
21. Missouri (7 janvier 1870)
22. Minnesota (13 janvier 1870)
23. Mississippi (17 janvier 1870)
24. Rhode Island (18 janvier 1870)
25. Kansas (19 janvier 1870)
26. Ohio (27 janvier 1870, après avoir été rejeté le 30 avril 1869)
27. Georgia (2 février 1870)
28. Iowa (3 février 1870)

Après la fin normale (3 février 1870) de la ratification :
1. Nebraska (17 février 1870)
2. Texas (18 février 1870)
3. New Jersey (15 février 1871, après l'avoir rejeté le 7 février 1870)
4. Delaware (12 février 1901, après l'avoir rejeté le 18 mars 1869)
5. Oregon (24 février 1959)
6. Californie (3 avril 1962, après l'avoir rejeté le 28 janvier 1870)
7. Maryland (7 mai 1973, après l'avoir rejeté le 26 février 1870)
8. Kentucky (18 mars 1976, après l'avoir rejeté le 12 mars 1869)
9. Tennessee (2 avril 1997, après l'avoir rejeté le 16 novembre 1869)

## Pour approfondir